# Arne Korsmo

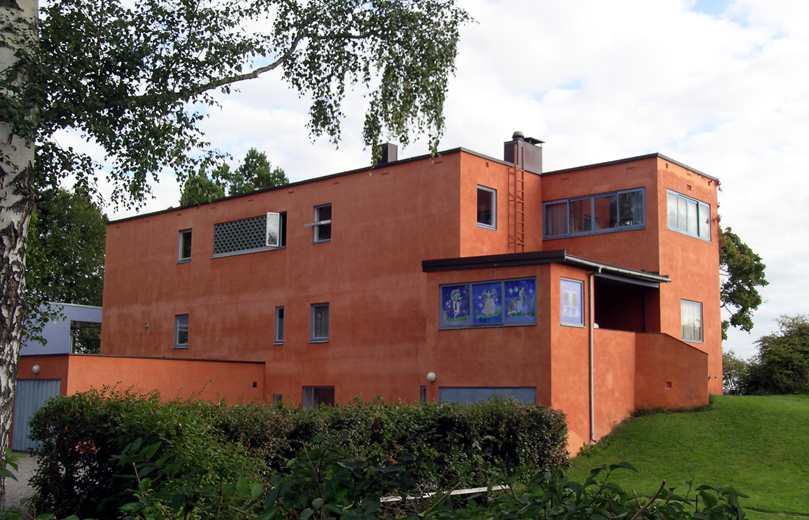
Villa Riise i Hamar från 1935.

Arne Korsmo, född 14 augusti 1900 i Kristiania, död 29 augusti 1968, var en norsk arkitekt, formgivare och professor. Han var son till Emil Korsmo.

## Biografi
Korsmo fick sin utbildning vid Norges tekniske høgskole (NTH) och gjorde därefter en längre studieresa i Europa, där han influerades starkt av den funktionalistiska arkitekturen. Därefter startade han ett eget arkitektkontor. Firman kom att profilera sig inom villaprojekt med en arkitektur, präglad av modernism och International style, som kom att bli tongivande för den norska arkitekturen vid denna tid. Efter Andra världskriget arbetade Korsmo som lärare vid Statens håndverks- og kunstindustriskole, både inom arkitektur och formgivning. Bland annat var Korsmo handledare för Sverre Fehn. Under denna tid formgav han även en rad bestickserier och hushållsföremål.
Under 1950-talet fick Arne Korsmo kontakt med en rad internationella arkitekter, däribland Walter Gropius och Ludwig Mies van der Rohe, mycket på grund av sitt engagemang i CIAM. Han var också en av grundarna till den norska arkitektgruppen PAGON. Från 1954 och fram till sin död 1968 var han verksam som professor på arkitekturinstitutionen vid NTH.